# 스타디오 비아 델 마레
스타디오 에토레 자르디니에로 - 비아 델 마레(Stadio Ettore Giardiniero - Via del Mare) 구장은 보통 비아 델 마레로 불리며, 이탈리아 레체에 위치한 축구 경기장이다. US 레체의 홈 경기가 이 곳에서 열린다.
본 경기장은 이탈리아에서 일곱번째로 큰 경기장으로 40,670명이 수용가능하나, 현재 31,533석만 허용되어 있다.